# フェレル循環
フェレル循環（フェレルじゅんかん、英語: Ferrel circulation）とは、地球の大気の対流圏において、緯度30度付近で下降し、緯度60度付近で上昇するループを持つ、中緯度で見られる大気大循環である。南北両半球で見られる。地表が受け取る単位面積当たりの太陽からの放射による熱量、地球の自転、地球の対流圏での他の大循環などの影響を受けて成立している循環である。

## 地球の対流圏の大循環の様式

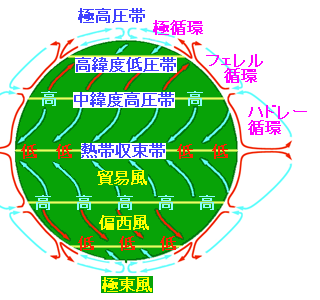
地球の大気循環のモデル

地球の対流圏では、18世紀にジョージ・ハドレーが考えたように、地表において単位面積当たりにおいて、太陽からの放射を強く受ける赤道付近で温められて上昇した空気が、それとは反対に、地表において単位面積当たりにおいて、太陽からの放射を弱くしか受けられない北極・南極で下降する大きなループ循環は、起きていない。実際には、赤道で上昇した空気は緯度30度付近に現れる中緯度高圧帯で下降し、地表付近で貿易風となって赤道に戻るハドレー循環が存在する。また、太陽からの放射を弱くしか受けられない南北両極付近で下降した空気は、地表付近の極東風として緯度60度付近に現れる高緯度低圧帯に収束した後上昇し両極に戻る極循環が存在する。
このハドレー循環と極循環と間の中緯度帯には、中緯度高圧帯で下降し地上で偏西風となって高緯度低圧帯に収束した後に上昇し、中緯度高圧帯に戻るループが存在し、フェレル循環として見い出される。すなわち、フェレル循環は低緯度で比較的太陽からの放射を強く受ける高温側で下降し、高緯度で太陽からの放射を弱くしか受けられない低温側で上昇する「間接循環」の構造をしている。これは高温側で上昇して低温側で下降する「直接循環」の構造を有するハドレー循環や極循環に対比される。

## フェレル循環の形態
フェレル循環が起きている付近では、西寄りの偏西風が吹く。19世紀にアメリカ合衆国の気象学者であるウィリアム・フェレルによって理論付けられたため、この名が付いた。
直接循環たるハドレー循環や極循環では、熱源や冷却源に直接駆動されて、低緯度（高温側）から高緯度（低温側）への熱の輸送を循環そのものが担う。この一方で、フェレル循環では主に傾圧不安定波である偏西風の波動が熱の輸送を行う。この際に、南北の温度差が大きい程に、波動が発達し熱の輸送量が大きくなる）。
また、貿易風や熱帯収束帯、極偏東風や極低気圧は強弱が有るものの、ほぼ通年天気図上で解析できる。その一方で、偏西風、中緯度高圧帯や高緯度低圧帯は季節や1年間の緯線に沿う平均で解析され、1日1日で見ると中緯度では温帯低気圧の東進に伴い気圧配置や風向が日々変動し、偏西風は絶えず南北に波を打つ形となっている。温帯低気圧の構造上、暖域（南側）では移流した寒気の下降、寒域（北側）では移流した暖気の上昇運動があるが、長期間平均するとこれが寄与する形で中緯度高圧帯や高緯度低圧帯が解析される。このような機構から、フェレル循環は「見かけ上の循環」と解説する資料もある。
なお、温度風の関係により、偏西風の風速は上空ほど大きい。対流圏界面直下に存在する風速の極大部は、ジェット気流と呼ばれる。